# مقاطعة أيداهو (أيداهو)
مقاطعة أيداهو (بالإنجليزية: Idaho County)‏ هي إحدى مقاطعات ولاية أيداهو في الولايات المتحدة الأمريكية.